# Henk de Hoog
Henk de Hoog (Amsterdam, 12 augustus 1918 - Amstelveen, 8 mei 1973) was een Nederlands wielrenner, die beroeps was tussen 1939 en 1953.

## Wielerloopbaan
De Hoog woonde tijdens zijn wielercarrière in Borgerhout en hij heeft dan ook veel in België gekoerst. Mede vanwege de Tweede Wereldoorlog is zijn erelijst beperkt gebleven. In 1949 werd hij vierde in de Ronde van Nederland en won daarin een etappe. Verder eindigde hij bij het Nederlands kampioenschap vier keer bij de eerste tien. Hij startte drie keer in de Tour de France, maar hij haalde nooit de aankomst in Parijs.
In 1948 kon De Hoog zich lange tijd in de Tour handhaven. Zowel de Pyreneeën als de Alpen kwam hij goed door. Ook de verschrikkelijke Alpenrit van Briançon naar Aix-les-Bains overleefde hij en in de zware bergrit naar Lausanne bereikte hij verrassend als 27e en eerste Nederlander de finish. Omdat echter iedere dag de laatste renner uit het klassement uit de wedstrijd werd genomen, moest hij na de 18e rit alsnog het strijdperk verlaten.
In de Ronde van Frankrijk 1949 werd hij in de Pyreneeënrit naar Pau door meerdere lekke banden getroffen, waardoor hij na het sluiten van de tijdscontrole arriveerde en uit de strijd genomen werd.
In zijn derde en laatste Tour, die van 1950, kwam De Hoog in de afdaling van de Col d'Aspin zwaar ten val, waardoor hij gedwongen werd de strijd te staken.

## Belangrijkste overwinningen
1937
- Nederlands kampioen op de weg, amateurs

1949
- 7e etappe deel a Ronde van Nederland

## Resultaten in voornaamste wedstrijden
| Jaar | Ronde van Italië | Ronde van Frankrijk | Ronde van Spanje |
| ---- | ---------------- | ------------------- | ---------------- |
| 1948 |                  | uitgesloten         |                  |
| 1949 |                  | buiten tijd         |                  |
| 1950 |                  | opgave              |                  |
| 1952 |                  |                     |                  |

| Jaar | Gent-Wevelgem | Parijs-Roubaix | Luik-Bast.‑Luik | Waalse Pijl |
| ---- | ------------- | -------------- | --------------- | ----------- |
| 1948 |               |                |                 | 30e         |
| 1949 |               | 12e            |                 | 36e         |
| 1950 | 11e           | 39e            | 12e             | 20e         |
| 1952 |               |                | 35e             |             |